# Marattiopsida
Marattiopsida es una clase de helechos. Consiste en un único orden vivo (Marattiales) y a su vez una única familia (Marattiaceae) que incluye alrededor de 300 especies.